# Pulwama
Pulwama (en cachemir: पुलवामा ) es una localidad de la India capital del distrito de Pulwama, en el estado de Jammu y Cachemira.

## Geografía
Se encuentra a una altitud de 1 600 m s. n. m. a 28 km de la capital estatal, Srinagar, en la zona horaria UTC +5:30.

## Demografía
Según estimación 2010 contaba con una población de 23 546 habitantes.